# Cuervo (mitología inuit)
El Cuervo según la mitología inuit de Alaska, y también de los indios y siberianos, fue el creador del mundo.

## Leyenda del cuervo
Tras  descender del cielo, el Cuervo creó en primer lugar la tierra firme, después a partir de una parra hecha por el Cuervo brotaron los hombres (sencilla explicación de la evolución de la raza) Después el Cuervo creó diversas especies de animales y plantas y por último a la mujer, como compañera del hombre. Después actuó como maestro, en forma humana, enseñando al hombre y a la mujer a utilizar a los animales, a cuidar niños, a encender fuego... 
Tras enseñar a los hombres el Cuervo volvió al cielo y allí ejerció solo poderes limitados, dándoles buen tiempo a los humanos si estos se lo piden y enviándoles mal tiempo si estos mataran a un cuervo.